# Сара Хајланд
Сара Џејн Хајланд (енгл. Sarah Jane Hyland; Њујорк, 24. новембар 1990) америчка је глумица. Рођена на Менхетну, похађала је Професионалну школу сценских уметности, а затим имала мање улоге у филмовима Интимни делови (1997), Ени (1999) и Састанак на слепо (2007). Најпознатија је по улози Хејли Данфи у ABC-јевој комедији ситуације, Модерна породица (2009—2020), за коју је добила много признања, као што су четири Награде Удружења глумаца за најбољу глумачку поставу у хумористичкој серији и номинацију за Телевизијску награду по избору критичара за најбољу споредну глумицу у хумористичкој серији.
Хајландова је такође позната по својим улогама у филмовима Штребер на белом коњу (2011), Ударен громом (2012), Мрак филм 5 (2013), Вампирска академија (2014), Видимо се у Валхали (2015), XOXO (2016), Прљави плес (2017) и Година венчања (2019).

## Детињство и младост
Хајландова је рођена на Менхетну, као ћерка глумаца Мелисе Канадај и Едварда Џејмса Хајланда. Сестра је глумца Ијана Хајланда. Похађала је Професионалну школу сценских уметности на Менхетну.

## Филмографија

### Филм
| Година | Српски назив            | Изворни назив | Улога                      | Напомене                     |
| ------ | ----------------------- | ------------- | -------------------------- | ---------------------------- |
| 1997.  |                         |               | Елизабет                   |                              |
| 1997.  | Интимни делови          |               | Хауардова ћерка            |                              |
| 1998.  | Предмет моје наклоности |               | Моли                       |                              |
| 1998.  |                         |               | Лизбет                     |                              |
| 1999.  | Колевка снова           |               | Силвано — Ђована           |                              |
| 2002.  |                         |               | млада Кристин              |                              |
| 2004.  | Собарица из Мексика     |               | пријатељица на преспавањцу |                              |
| 2007.  | Састанак на слепо       |               | дете                       | глас                         |
| 2010.  |                         |               | Делила                     |                              |
| 2010.  |                         |               | Кортни                     |                              |
| 2011.  |                         |               | Трејси                     |                              |
| 2012.  | Ударен громом           |               | Клер Метјуз                |                              |
| 2013.  | Мрак филм 5             |               | Мија                       |                              |
| 2013.  |                         |               | Сем                        |                              |
| 2014.  | Вампирска академија     |               | Натали Дашков              |                              |
| 2014.  |                         |               | Ејва                       |                              |
| 2015.  | Видимо се у Валхали     |               | Џоана Бурвуд               | такође продуценткиња         |
| 2016.  |                         |               | Клои                       |                              |
| 2016.  |                         |               | Бетгерл                    | глас                         |
| 2016.  |                         |               | кристал                    | такође извршна продуценткиња |
| 2019.  | Година венчања          |               | Мара Хики                  | такође извршна продуценткиња |

### Телевизија
| Година     | Српски назив                             | Изворни назив | Улога                         | Напомене                                        |
| ---------- | ---------------------------------------- | ------------- | ----------------------------- | ----------------------------------------------- |
| 1997—1998. |                                          |               | Рејн Вулф                     | непознате епизоде                               |
| 1998.      |                                          |               | стидљива девојчица            | епизода: „Нема тајни”                           |
| 1999.      | Ени                                      |               | Моли                          | ТВ филм                                         |
| 2000.      |                                          |               | Елизабет Мичел                | ТВ филм                                         |
| 2000.      | Прича о Одри Хепберн                     |               | Одри Хепберн (са 8 година)    | ТВ филм                                         |
| 2000.      | Сва моја деца                            |               | Карен                         | 2. епизоде                                      |
| 2000.      |                                          |               | Џес Пистоун Еган              | непознате епизоде                               |
| 2001.      | Ред и закон: Одељење за специјалне жртве |               | Лили Ремзи                    | епизода: „Сузбијање”                            |
| 2002.      |                                          |               | Грејс                         | епизода: „Перо на даху Божијем”                 |
| 2004.      | Ред и закон                              |               | Кристин Маклин                | епизода: „Удружење жена погинулих”              |
| 2005.      |                                          |               | Бријан Колби                  | епизода: „Улични делилац правде”                |
| 2007.      |                                          |               | Хедер                         | 7. епизода                                      |
| 2008—2009. | Штиклама до врха                         |               | Меди Хили                     | 15 епизода                                      |
| 2009.      | Ред и закон: Одељење за специјалне жртве |               | Џенифер Бенкс                 | епизода: „Стакленик”                            |
| 2009—2020. | Модерна породица                         |               | Хејли Данфи                   | главна улога; 11 сезона                         |
| 2010.      |                                          |               | себе                          | епизода 2.4                                     |
| 2011.      | Дечја болница                            |               | позната особа                 | епизода: „Режи ме”                              |
| 2011.      | Штребер на белом коњу                    |               | Дилан Шонфилд                 | ТВ филм                                         |
| 2012.      | Шегачење                                 |               | себе                          | епизода: „Луси Хејл”                            |
| 2012.      |                                          |               | девојка с туретовим синдромом | епизода: „Килиманџаро”                          |
| 2012—2015. |                                          |               | Тереза Фаулер (глас)          | 11 епизода                                      |
| 2013.      | Живети с лудилом: Пет прича              |               | Грејс                         | ТВ филм; сегмент: „Грејс”                       |
| 2013.      |                                          |               | Бланка Бароу                  | мини-серија                                     |
| 2014.      |                                          |               | Лина Лутор (глас)             | специјал                                        |
| 2014.      | Лудница у Кливленду                      |               | Ајви                          | епизода: „Расти Бенкс поново јаше”              |
| 2015.      |                                          |               | себе                          | епизода: „Епизода 101”                          |
| 2015.      | Лавља стража: Повратак рици              | Тифу (глас)   | ТВ филм                       |                                                 |
| 2016—2017. | Лавља стража                             | Тифу (глас)   |                               | 4 епизоде                                       |
| 2016.      |                                          |               | себе                          | водитељка; ТВ специјал (пилот)                  |
| 2017.      |                                          |               | себе                          | епизода: „Сара Хајланд против Деандреа Џордана” |
| 2017.      |                                          |               | Клои                          | епизода: „Синетракс”                            |
| 2017.      | Прљави плес                              |               | Лиса Хаусман                  | ТВ филм                                         |
| 2017.      | Сеноловци                                |               | краљица Сили                  | 2. епизоде                                      |
| 2017.      | Лавља стража: Скаров успон               |               | Тифу (глас)                   | ТВ филм                                         |
| 2019.      | Вероника Марс                            |               | Алиса                         | епизода: „Главе које губиш”                     |
| 2020.      | Еуполова дрег трка: All Stars                     |               | себе (гостујући члан жирија)  | епизода: „”                                     |
| 2020.      |                                          |               | себе                          | премијерна епизода                              |
| 2021.      |                                          |               | Роуз                          | пилот                                           |

### Веб
| Година | Српски назив | Изворни назив | Улога            | Напомене | Реф.  |
| ------ | ------------ | ------------- | ---------------- | -------- | ----- |
| 2020.  |              |               | себе (водитељка) |          | [ 5 ] |

### Музички спотови
| Година | Назив | Извођач(и)                       | Реф.  |
| ------ | ----- | -------------------------------- | ----- |
| 2009.  | „”    | Рид Јуинг                        | [ 6 ] |
| 2016.  | „”    | Шејн Харпер                      | [ 7 ] |
| 2016.  | „”    | и Сара Хајланд                   |       |
| 2016.  | „”    | и Сара Хајланд                   |       |
| 2017.  | „”    | Сара Хајланд и Џ. Квинтон Џонсон | [ 8 ] |
| 2018.  | „”    | „BoTalks” и Сара Хајланд         | [ 9 ] |

## Дискографија
| Година | Песма/е | Извођач(и)                      | Албум            | Реф.   |
| ------ | ------- | ------------------------------- | ---------------- | ------ |
| 2017.  | „” „”   | глумци филма Прљави плес (2017) |                  |        |
| 2017.  | „” и „” |                                 |                  |        |
| 2018.  | „”      | и Сара Хајланд                  | неалбумски сингл |        |
| 2019.  | „”      | Џордан Макгро                   | неалбумски сингл | [ 10 ] |